# Municipio de Sisseton (condado de Roberts)
El municipio de Sisseton (en inglés: Sisseton Township) es un municipio ubicado en el condado de Roberts en el estado estadounidense de Dakota del Sur. En el año 2010 tenía una población de 453 habitantes y una densidad poblacional de 5,06 personas por km².

## Geografía
El municipio de Sisseton se encuentra ubicado en las coordenadas 45°41′17″N 97°1′50″O / 45.68806, -97.03056. Según la Oficina del Censo de los Estados Unidos, el municipio tiene una superficie total de 89.47 km², de la cual 89,34 km² corresponden a tierra firme y (0,15 %) 0,13 km² es agua.

## Demografía
Según el censo de 2010, había 453 personas residiendo en el municipio de Sisseton. La densidad de población era de 5,06 hab./km². De los 453 habitantes, el municipio de Sisseton estaba compuesto por el 56,29 % blancos, el 40,4 % eran amerindios y el 3,31 % eran de una mezcla de razas. Del total de la población el 0,44 % eran hispanos o latinos de cualquier raza.